# گروبرن
گروبرن (به آلمانی: Gröbern) یک منطقهٔ مسکونی در آلمان است که در Muldestausee واقع شده‌است. گروبرن ۶۴۲ نفر جمعیت دارد.